# Фай, Людвиг
Людвиг Бенно Фай, также Луис Фай (нем. Ludwig Benno Fay, Louis Fay; 24 марта 1859, Дюссельдорф-Герресхайм, Рейнская провинция — 16 августа 1906, Дюссельдорф, Пруссия) — немецкий художник-анималист, представитель Дюссельдорфской художественной школы.

## Жизнь и творчество
Родился в семье дюссельдорфского художника Йозефа Фая. На выбор призвания Людвига Фая, ставшего профессиональным живописцем, повлияло то, что он происходил из семьи с большими художественными традициям. Кроме отца, бывшего известным живописцем, Людвиг через свою мать, Марию Арнц-Фай, дочь издателя Альберта Арнца, был в родственных отношениях с рядом дюссельдорфских художников. Он был племянником таких мастеров, как Алберт и Отто Арнцы, а также Освальда Ахенбаха и Альберта Фрамма.
Начальное художественное образование получил в мастерской отца. Затем брал частные уроки рисунка и графики у мастера батальной живописи Эмиля Хюнтена. Именно под руководством Хюнтена Людвиг Фау достиг высокого мастерства в изображении лошадей, сцен охоты и жанровых сценок из крестьянской жизни и домашнего скота. Известен также как автор ряда полотен, написанных совместно с другими художниками — Карлом Мюкке, Карлом Шульце и Германом Гробе.

## Избранные полотна
- Возвращение домой (совместно с Карлом Мюкке), 1896
- Кони на водопое
- Табун диких лошадей, ведомых крестьянином
- Кабан, загнанный собаками в зимнем лесу
- Всадник с собакой зимой

## Галерея

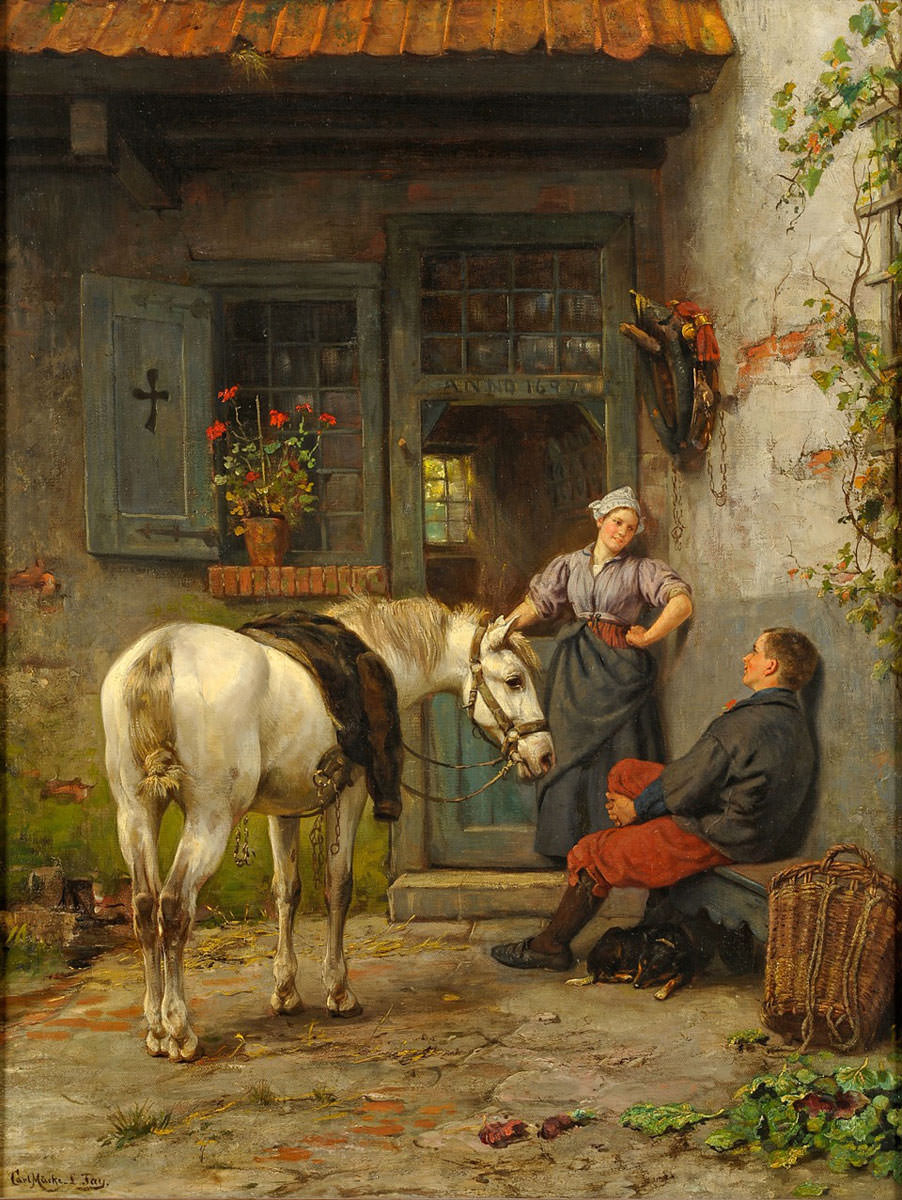
Разговор во дворе (совместно с художником Карлом Мюкке)
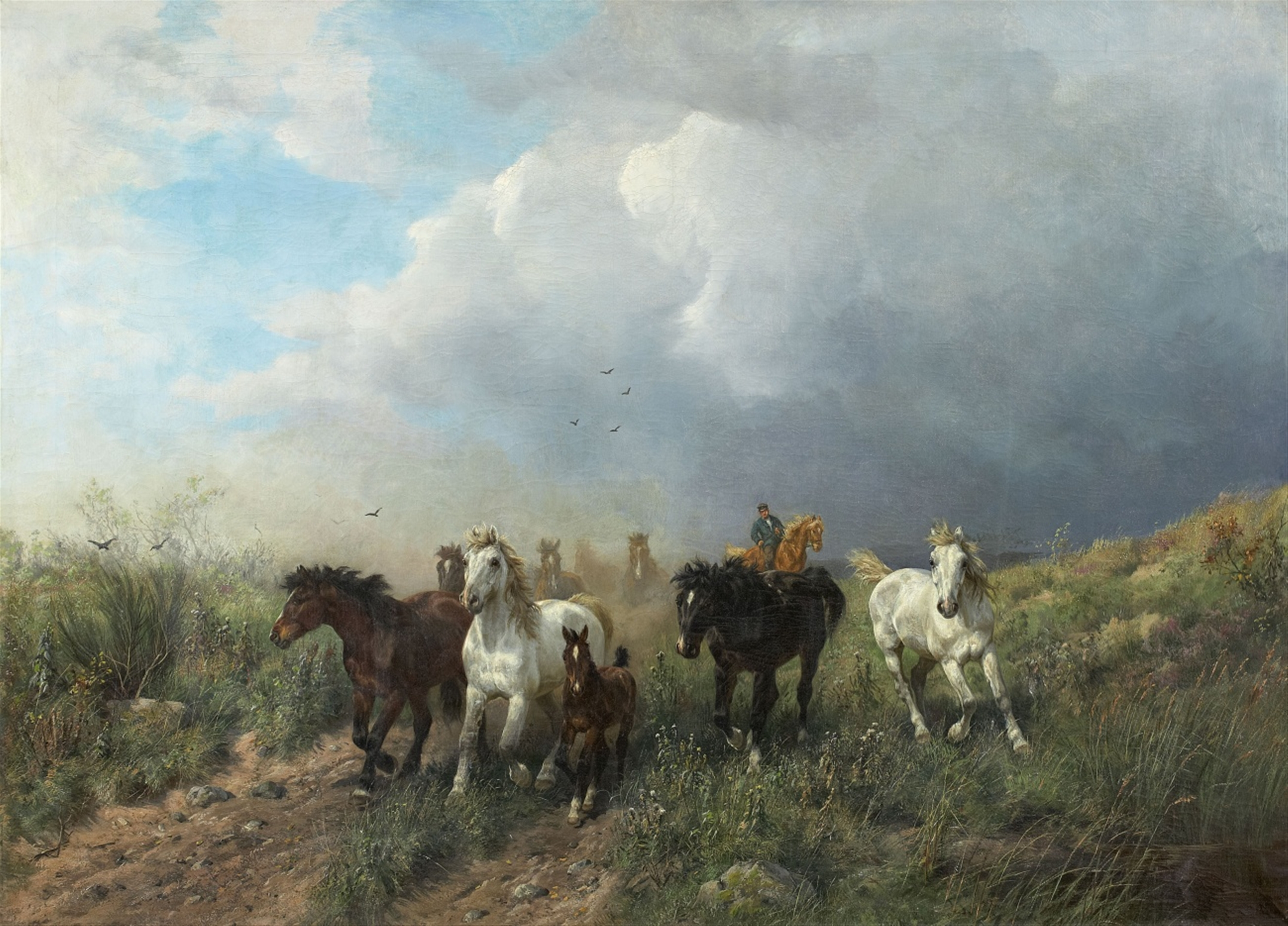
Табун лошадей
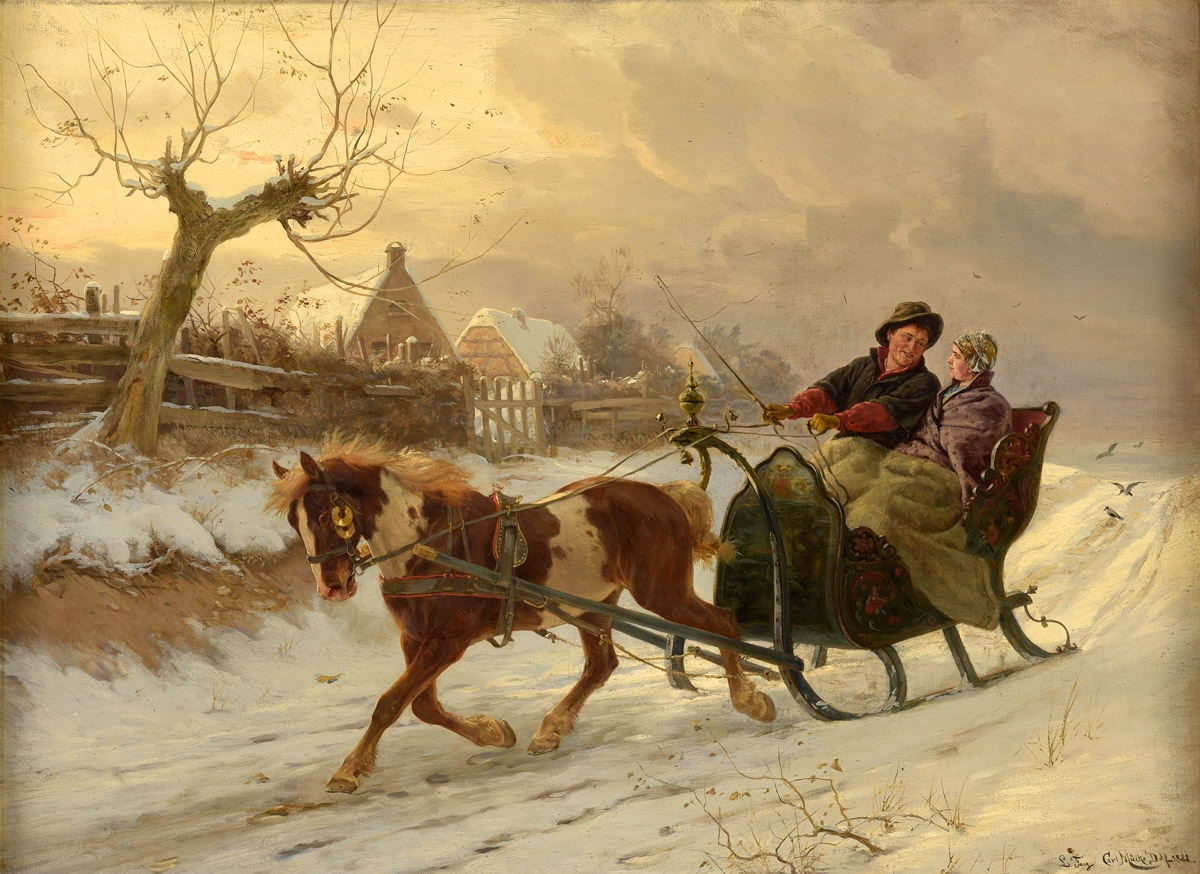
Счастливая молодость, (1888)
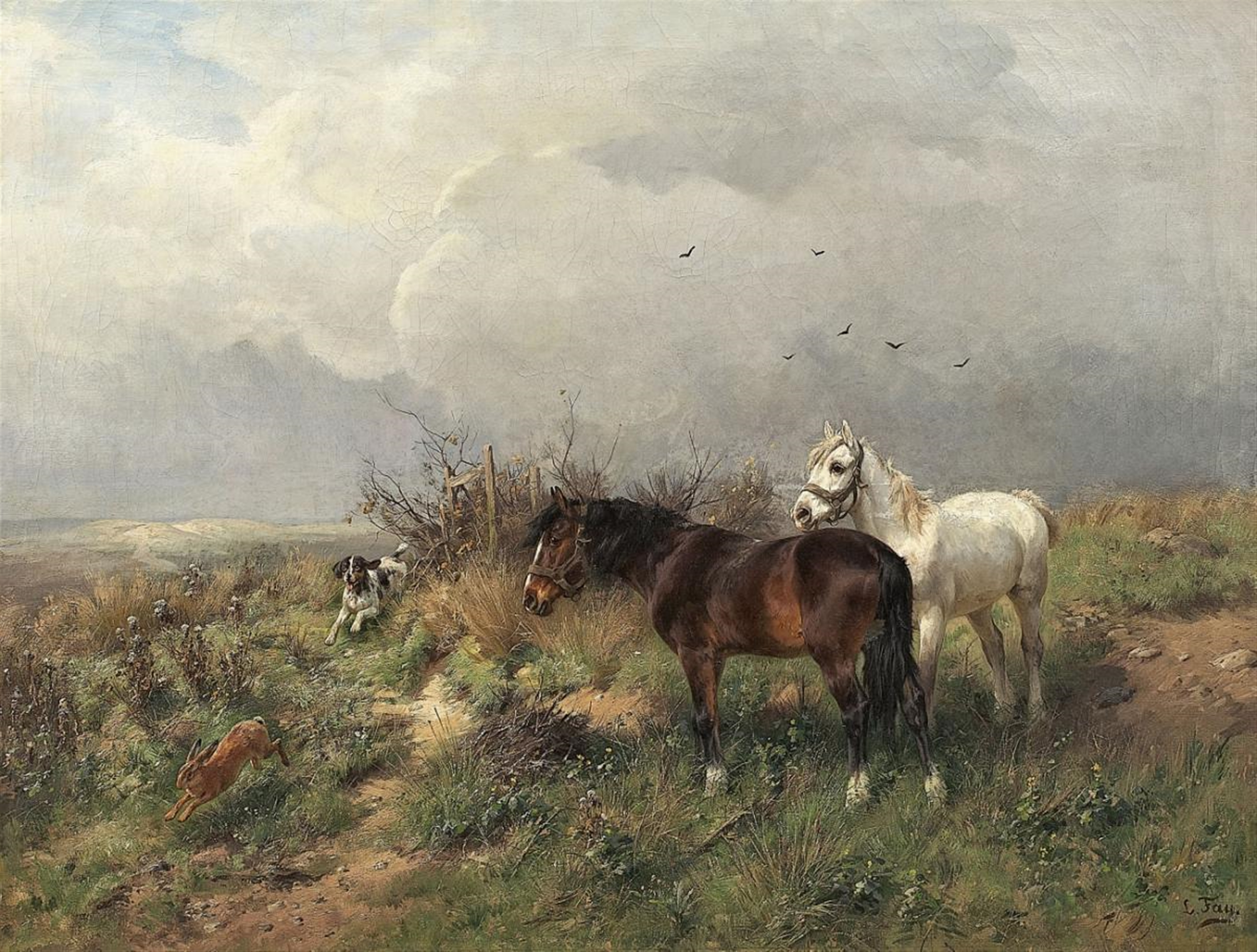
пейзаж с двумя лошадьми и охотничьей собакой
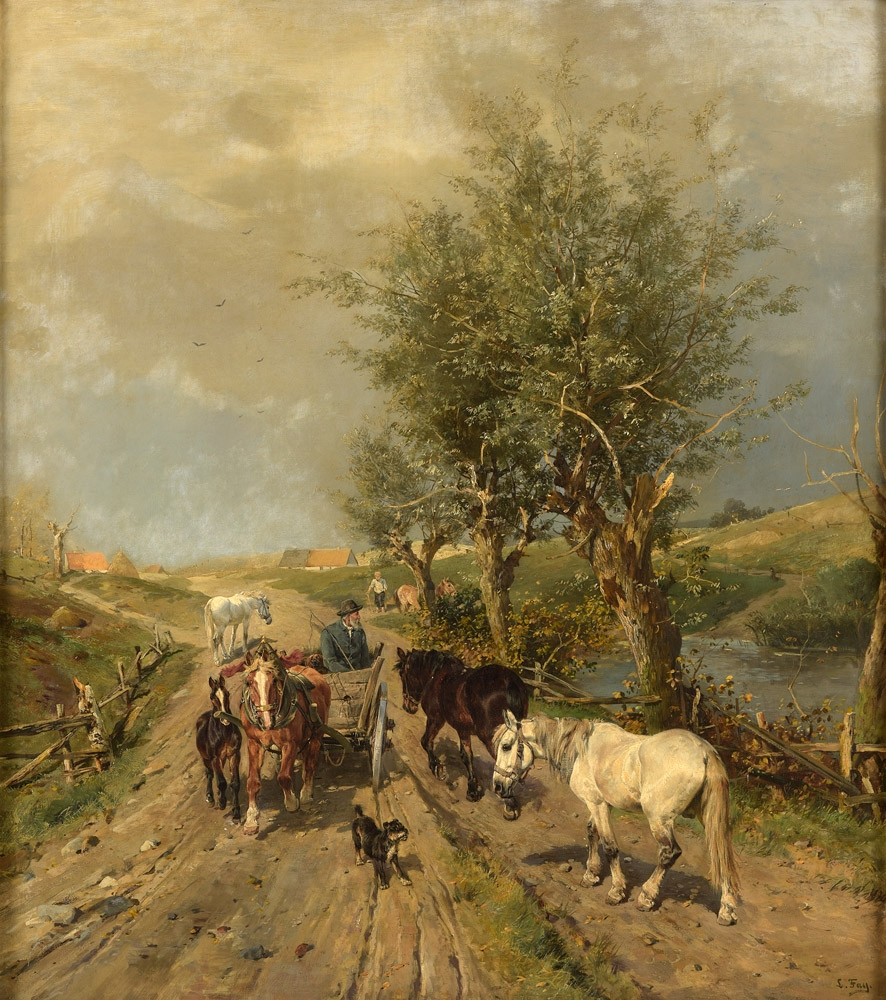
По пути на рынок